# Bothriocephalidea
Bothriocephalidea (лат.) — отряд паразитических плоских червей из класса ленточных червей (Cestoda). Ленточные черви от мелкого до крупного размера. Обычно имеют два промежуточных хозяина: процеркоиды развиваются в веслоногих ракообразных, плероцеркоиды, если существуют, — в рыбах. Взрослые черви обычно являются паразитами кишечника рыб; отдельные таксоны паразитируют в кишечнике земноводных.
Ранее представителей отряда относили к отряду Pseudophyllidea. В 2008 году отряд Pseudophyllidea был разделён на отряды Bothriocephalidea и Diphyllobothriidea, поскольку эти две группы не связаны филогенетическим родством. Представители Bothriocephalidea паразитируют на костистых рыбах и, в некоторых случаях, на тритонах, в отличие от Diphyllobothriidea, которые являются паразитами птиц, млекопитающих, пресмыкающихся и, реже, земноводных.
Описаны отдельные случаи паразитизма Bothriocephalidea на пластиножаберных хрящевых рыбах, однако роль хрящевых рыб в жизненном цикле представителей этого отряда остаётся неясной.

## Классификация
Отряд включает три семейства:
- Bothriocephalidae Blanchard, 1849
- Echinophallidae Schumacher, 1914 [syn. Parabothriocephalidae Yamaguti, 1934]
- Triaenophoridae Lönnberg, 1889 [syn. Philobythiidae Campbell, 1977]